# إشيكاري (هوكايدو)
مدينة إشيكاري (بالإنجليزية: Ishikari)‏ هي أحد المدن التابعة لمحافظة هوكايدو. تأسست رسميًا في 01/09/1996. ويقدر عدد سكانها بـ 60616 نسمة حسب تقدير مكتب الإحصاء الياباني لعام 2012. تبلغ مساحة إشيكاري 721.86 كم2. بكثافة سكانية تبلغ 84 نسمة/كم2.

## توأمة
لإشيكاري (هوكايدو) اتفاقيات توأمة مع كل من:
- فانينو (3 يونيو 1993 - )
- كامبل ريفر (24 أكتوبر 1983 - )
- Pengzhou [الإنجليزية]‏ (24 أكتوبر 2000 - )
- واجيما (27 أغسطس 2012 - )
- أونا [الإنجليزية]‏ (21 أكتوبر 2013 - )